# Sonda di Miller-Abbott
La sonda di Miller-Abbott è una sonda enterale di gomma morbida, a doppio lume, lunga circa 320 cm, di calibro dai 12 ai 18 french (la più usata è di 16 french) che viene utilizzata per la decompressione intestinale. Un lume drena o decomprime l'intestino aspirando secrezioni e gas, il secondo lume, più piccolo, viene utilizzato per gonfiare un palloncino posto all'estremità distale della sonda.
Questo viene gonfiato con una soluzione che serve per appesantirne la punta e che permetterne la progressione della sonda, sfruttando i movimenti peristaltici, fino all'intestino tenue una volta giunto nello stomaco ed oltrepassato il piloro. In passato per gonfiare il palloncino veniva utilizzato il mercurio. Per la sua tossicità attualmente è stato sostituito con altre soluzioni.